# Young Right Now
Young Right Now (englisch für „Jetzt jung“) ist ein Lied des deutschen DJs Robin Schulz und des israelischen Musikers Dennis Lloyd. Das Stück ist die zweite Singleauskopplung aus Schulz’ fünftem Studioalbum Pink.

## Entstehung und Artwork
Young Right Now wurde von den Interpreten Dennis Lloyd und Robin Schulz selbst, zusammen mit den Koautoren um das Produzententeam Junkx (bestehend aus: Dennis Bierbrodt, Stefan Dabruck, Jürgen Dohr und Guido Kramer), Sandro Cavazza, Daniel Deimann und Robin Stjernberg, geschrieben. Die Produktion erfolgte durch die Zusammenarbeit von Junkx, Lloyd und Schulz. Das Produzentenquartett Junkx war darüber hinaus für die Abmischung sowie die Programmierung zuständig und fungierte als Toningenieur. Die Programmierung erfolgte gemeinsam mit Schulz. Zusammen spielten sie auch das Keyboard ein. Als weiterer Instrumentalist ist Lloyd an der Gitarre zu hören. Gemastert wurde das Stück von Monoposto Mastering, unter der Leitung von Michael Schwabe.
Auf dem Frontcover der Single sind – neben Künstlernamen und Liedtitel – Lloyd und Schulz zu sehen. Es zeigt die beiden ab der Brust aufwärts vor einem rötlichen Hintergrund. Vom Betrachter aus gesehen befindet sich Lloyd auf der rechten und Schulz auf der linken Seite. Beide sind mit einem gelblichen schmalen Streifen umrahmt, die gleiche Farbe mit der die Künstlernamen und der Liedtitel über ihnen dargestellt sind.

## Veröffentlichung und Promotion
Die Erstveröffentlichung von Young Right Now erfolgte als digitale Single zum Download und Streaming am 12. November 2021. Die Single erschien als Einzeltrack unter dem Musiklabel Warner Music und wurde von ebendiesem auch vertrieben. Verlegt wurde das Lied durch Sony Music Publishing. Am 27. Dezember 2021 folgte die Veröffentlichung des sogenannten „VIP Mix“, der ebenfalls als Einzeltrack-Single erschien. Am 25. August 2023 erschien das Lied als Teil von Schulz’ fünftem Studioalbum Pink.
Schulz kündigte die Singleauskopplung erstmals am 5. November 2021 über seine sozialen Medien an, auf Instagram setzte er unter anderem die Nachricht: „November 12 #YoungRightNow“ ab. Parallel zur Singleveröffentlichung lief eine Social-Media-Kampagne, die unter dem Slogan „How does it feel to be young right now?“ (englisch für „Wie fühlt es sich an jetzt jung zu sein?“) verschiedenen Aktivisten, Künstlern und Athleten eine Plattform geboten hat. Auf TikTok lief die Aktion unter dem Hashtag „#YoungRightNow“.

## Hintergrundinformation
Bei Young Right Now handelt es sich nicht um die erste Zusammenarbeit zwischen Lloyd und Schulz. Schulz tätigte bereits einen Remix zu Lloyds Single Never Go Back. Der Remix erschien als Single-Neuauflage am 7. Juni 2019.
Das Lied stammt ursprünglich von Lloyd, der es bereits zehn Jahre zuvor, im Alter von 18 Jahren, geschrieben habe und auf den richtigen Moment gewartet habe, um es zu veröffentlichen. Dies sei der Fall gewesen, nach dem Schulz ein „Rework“ davon tätigte. Schulz selbst gab an, ein „großer Fan“ von Lloyds Musik zu sein und das schon lange eine Kollaboration geplant gewesen sei. Er sei „super Happy“, dass sie dieses Jahr die Zeit gefunden hätten und das Ergebnis sei einer seiner „Lieblingstracks“ seit Langem. Lloyd fügte dem an: „Ich habe Young Right Now geschrieben, als ich 18 war. Dass ihn Robin zehn Jahre später hören und einen interessanten neuen Blickwinkel reinbringen würde, macht es für mich zu einer super aufregenden Sache, ihn nun mit der Welt zu teilen. Die Lyrics könnten für die heutige Zeit nicht relevanter sein.“

## Inhalt
Der Liedtext zu Young Right Now ist in englischer Sprache verfasst und bedeutet ins Deutsche übersetzt so viel wie „Jetzt jung“. Die Musik und der Text wurden gemeinsam von Sandro Cavazza, Daniel Deimann, dem Produzententeam Junkx, Dennis Lloyd, Robin Schulz und Robin Stjernberg geschrieben beziehungsweise komponiert. Musikalisch bewegt sich das Lied im Bereich der elektronischen Tanzmusik und der Popmusik, stilistisch im Bereich des Dance-Pops und des Tropical House. Das Tempo beträgt 123 Schläge pro Minute. Die Tonart ist F-Dur. Inhaltlich stellt das Lied die Frage, wie es sich anfühle, in diesen Zeiten jung zu sein. In Young Right Now würden die beiden Künstler ein Gefühl der Ohnmacht thematisieren, wenn man während dieser turbulenten Zeiten in die Zukunft blicke.
Aufgebaut ist das Lied auf einem Intro, zwei Strophen und einem Refrain. Es beginnt zunächst mit dem Intro, das lediglich aus der sich wiederholenden Zeile: „Are we young right now, are we young right now?“ (englisch für „Sind wir gerade jung? Sind wir gerade jung?“) besteht. Auf das Intro folgt, mit der ersten Strophe, der eigentliche Beginn des Stücks. Die Strophe setzt sich aus sechs Zeilen zusammen. An die erste Strophe schließt sich zunächst der sogenannte „Pre-Chorus“ an, ehe der Hauptteil des Refrains einsetzt. Der gleiche Vorgang wiederholt sich mit der zweiten Strophe. Nach der zweiten Strophe wiederholt sich der Hauptteil des Refrains, womit das Lied auch endet. Der Hauptgesang des Liedes stammt von Lloyd, Schulz wirkt lediglich als Studiomusiker an dem Stück mit.
| „Oh, oh-oh-oh. Are we young right now, are we young right now? We say, oh, oh-oh-oh. Are we young right now, are we young right now?.“ – Refrain, Originalauszug | „Oh, oh-oh-oh. Sind wir gerade jung? Sind wir gerade jung? Wir sagen, oh, oh-oh-oh. Sind wir gerade jung? Sind wir gerade jung?“ – Refrain, Übersetzung |

## Musikvideo
Das Musikvideo zu Young Right Now wurde in Lissabon gedreht und feierte seine Premiere auf YouTube am 12. November 2021. Es zeigt eine Mädchengang – gespielt von Chiara.nou, Laraaceliaa, Laureenoffiziell, Oldslumberkisses und Whizanna – die in eine Villa einbricht und dort zusammen Zeit verbringt, Spaß hat und die gemeinsam Zeit genießt. Man sieht sie unter anderem beim Feiern, entspannen am Schwimmbecken, Golfen oder einem Ausflug in einem Porsche Carrera. Das Video endet mit den fünf Frauen, die zusammen an einem Strand stehen und auf das Meer schauen. In einer Partyszene wurde unter anderem die Marke Three Sixty Vodka prägnant in Szene gesetzt. Die Gesamtlänge des Videos beträgt 3:07 Minuten. Regie führten Jakub Rzucidlo und Tatjana Wenig. Bis heute zählt das Musikvideo über 3,7 Millionen Aufrufe bei YouTube (Stand: Januar 2022).

## Mitwirkende
| Liedproduktion - Sandro Cavazza: Komponist, Liedtexter - Daniel Deimann: Komponist, Liedtexter - Junkx: Abmischung, Keyboard, Komponist, Liedtexter, Musikproduzent, Programmierung, Toningenieur - Dennis Lloyd: Gesang, Gitarre, Komponist, Liedtexter, Musikproduzent - Robin Schulz: Keyboard, Komponist, Liedtexter, Musikproduzent, Programmierung - Michael Schwabe: Mastering - Robin Stjernberg: Komponist, Liedtexter Unternehmen - Monoposto Mastering: Tonstudio - Sony Music Publishing: Verlag - Warner Music: Musiklabel, Vertrieb | Musikvideo - Chiara.nou: Schauspieler - Etritane Emini: Kameramann - Adrià Escanilla Garcia: Steadicam - Gerado Diego Garcia: Steadicam-Assistenz - Laraaceliaa: Schauspieler - Laureenoffiziell: Schauspieler - Helena Michl: Filmproduzent - Oldslumberkisses: Schauspieler - Yago Ruiz: Beleuchter - Jakub Rzucidlo: Farbkorrektur, Filmeditor, Regisseur - Ferran Jaime Sánchez: Koproduzent - Alina Sander: Drehbuch - Anna Scherdi: Kameraassistent - Tatjana Wenig: Casting, Regisseur - Whizanna: Schauspieler |

## Rezeption

### Rezensionen
Isabel von Glahn von 1 Live beschrieb Young Right Now als „Dance-Hymne“, die der jungen Generation gewidmet sei. Gerade für junge Menschen seien die aktuellen Herausforderungen lähmend. Trotz der Pandemie und der Klimakrise, solle die neue Single Trost spenden und Hoffnung machen.

### Chartplatzierungen
Young Right Now erreichte in Deutschland Rang 28 der Singlecharts und platzierte sich 27 Wochen in den Top 100. In den Airplaycharts erreichte das Lied die Chartspitze, was es für Schulz zum 13. Nummer-eins-Hit in dieser Chartliste macht. Darüber hinaus platzierte sich Young Right Now auf Rang sieben der Dancecharts, ebenfalls Rang sieben der Downloadcharts und Rang 39 der Streamingcharts. In Österreich erreichte die Single Rang 32 und platzierte sich 20 Wochen in den Charts. In der Schweiz platzierte sich die Single 34 Wochen in den Charts und erreichte mit Rang 13 seine beste Chartnotierung. In den Vereinigten Staaten verfehlte die Single den Sprung in die Billboard Hot 100, platzierte sich jedoch auf Rang 40 der Dance/Electronic Songs. 2022 belegte das Lied Rang 68 der deutschen Single-Jahrescharts sowie Rang 32 in Österreich und Rang 34 in der Schweiz. Darüber hinaus belegte das Lied Rang 17 der deutschen Airplay-Jahrescharts.
Für Schulz als Interpret ist dies je der 23. Charterfolg in Deutschland und der Schweiz sowie der 20. in Österreich. Als Produzent ist es sein 21. Charterfolg in Deutschland, der 20. Charterfolg in der Schweiz sowie der 19. Charterfolg in Österreich. In seiner Autorentätigkeit erreichte er je zum 19. Mal die Singlecharts in Deutschland und der Schweiz sowie zum 18. Mal die Charts in Österreich. Für Lloyd als Autor und Interpret ist es nach Nevermind, Never Go Back und Alien je der vierte Charthit in Deutschland, Österreich und der Schweiz.
Das Produzentenquartett Junkx platzierte sich zum 27. Mal mit einer Produktion in den deutschen Singlecharts sowie zum 19. Mal in der Schweiz und zum 18. Mal in Österreich. Als Autorenteam ist es ihr 24. Charterfolg in Deutschland, der 18. Charterfolg in der Schweiz und der 17. Charterfolg in Österreich. Für Deimann stellt dies den neunten Autorenerfolg in Deutschland dar sowie je den siebten in Österreich und der Schweiz. Cavazza erreichte als Autor hiermit zum sechsten Mal die deutschen Charts sowie je zum fünften Mal die Charts in Österreich und der Schweiz. Für Stjernberg ist es nach You der zweite Charthit als Autor in Deutschland und Österreich; in der Schweiz ebenfalls der zweite nach I Can’t Go On (Robin Bengtsson).
| ChartsChartplatzierungen | Höchstplatzierung | Wochen |
| ------------------------ | ----------------- | ------ |
| Deutschland (GfK)        | 28 (27 Wo.)       | 27     |
| Österreich (Ö3)          | 32 (20 Wo.)       | 20     |
| Schweiz (IFPI)           | 13 (34 Wo.)       | 34     |

| ChartsJahrescharts (2022) | Platzierung |
| ------------------------- | ----------- |
| Deutschland (GfK)         | 68          |
| Österreich (Ö3)           | 64          |
| Schweiz (IFPI)            | 43          |

### Auszeichnungen für Musikverkäufe
Im Dezember 2022 erhielt Young Right Now eine Goldene Schallplatte für über 200.000 verkaufte Einheiten in Deutschland sowie eine Platin-Schallplatte für über 30.000 verkaufte Einheiten in Österreich. Darüber hinaus erreichte die Single Goldstatus in Frankreich sowie ebenfalls Platinstatus in Polen. Den Schallplattenauszeichnungen zufolge verkaufte sich Young Right Now über 380.000 Mal.
| Land/Region        | Auszeichnungen für Musikverkäufe (Land/Region, Auszeichnung, Verkäufe) | Verkäufe |
| ------------------ | ---------------------------------------------------------------------- | -------- |
| Deutschland (BVMI) | Gold                                                                   | 200.000  |
| Frankreich (SNEP)  | Gold                                                                   | 100.000  |
| Österreich (IFPI)  | Platin                                                                 | 30.000   |
| Polen (ZPAV)       | Platin                                                                 | 50.000   |
| Insgesamt          | 2× Gold · 2× Platin ·                                                  | 380.000  |